# Papperts
papperts, auch als Bäckerei Pappert bezeichnet, ist ein deutsches Backwarenunternehmen. Mit einem Netz von über 150 Fachgeschäften in den Bundesländern Hessen, Bayern und Thüringen und rund 1.900 Beschäftigten (Stand: 11. Mai 2023) ist papperts nach eigenen Aussagen eines der führenden Bäckerei- und Snackunternehmen in Deutschland.

## Geschichte
Im Jahr 1928 gründete Wilhelm Pappert das Unternehmen in Poppenhausen in der Rhön. Der heutige Firmeninhaber Bernd Pappert ist die siebte Generation von Bäckern der Familie in Folge.

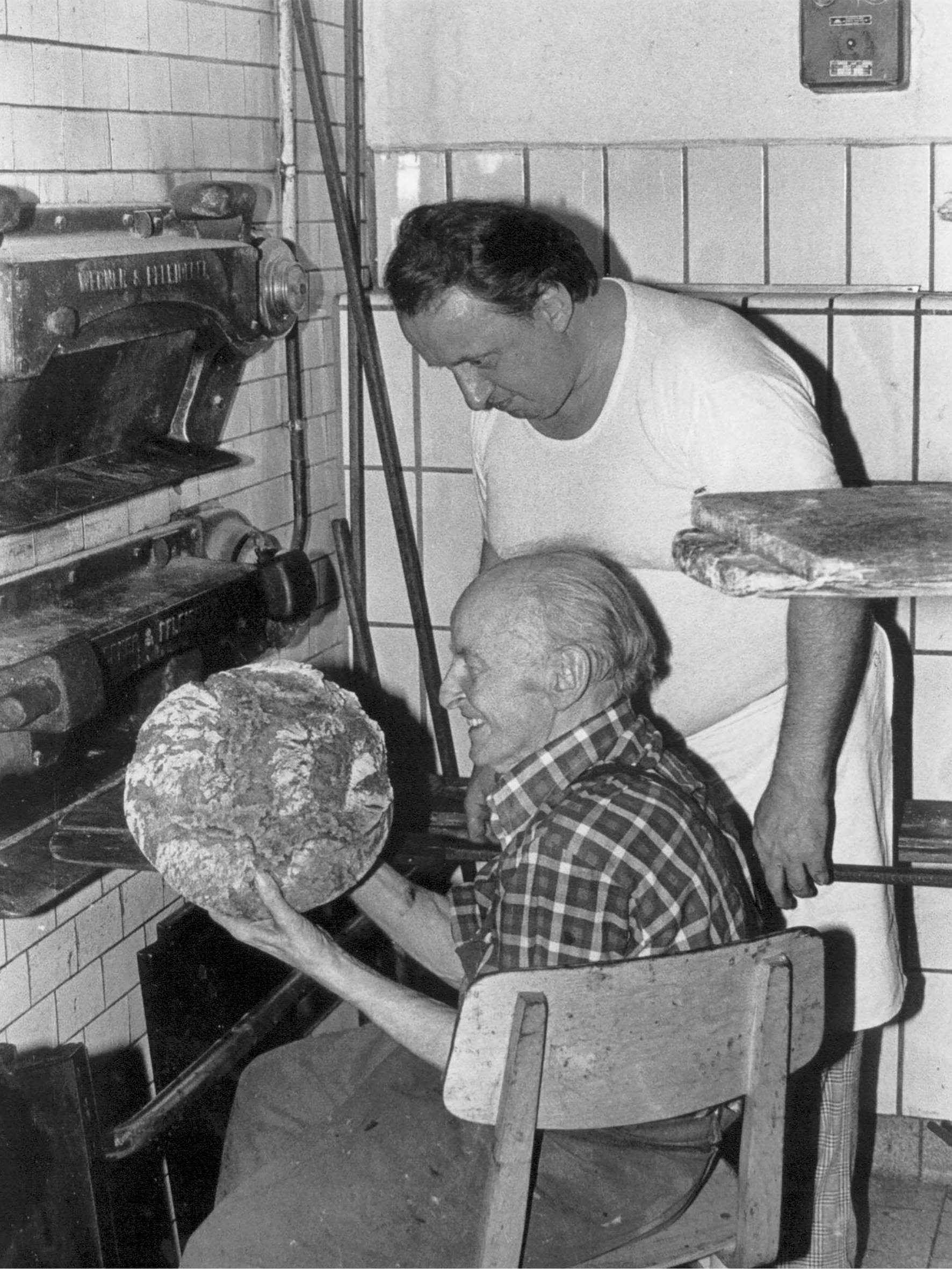
Gründer Wilhelm Pappert

In der ersten Generation war der Betrieb an der Georgstraße zunächst als örtliche Bäckerei ausgerichtet. Josef Pappert, der Vater des heutigen Geschäftsführers, verlegte die Produktionsstätte nach seiner Betriebsübernahme 1964 an einen anderen Ort und begann mit der Belieferung eines Großmarkts in Fulda. Rund 66 Jahre nach Betriebsgründung wurde 1994 ein Backbetrieb am Ortsrand von Poppenhausen gebaut.
Mit der Geschäftsübernahme durch Bernd Pappert, einen Enkel des Gründers, und Manfred Klüber wurde papperts ab 1996 stetig modernisiert und baute ein Fachgeschäftsnetz auf.
2011 entwickelte das Unternehmen mit der Marke „Pasta Boys“ ein Nudel-Konzept und setzte in mehreren Fachgeschäften ein „Box in Shop“-System um. So wurden klassische Nudelspezialitäten, aus z. T. eigener Herstellung angeboten. Im Laufe der Jahre wurde das Angebot weiter spezialisiert und ist auch derzeit noch als Marke „Pizza & Pasta“ in einzelnen Fachgeschäften für Kunden erhältlich. 2014 wurde der Backbetrieb in Poppenhausen in der Rhön auf nun 6.000 Quadratmeter vergrößert.
Seit 2015 vertreibt die Bäckerei als Franchisenehmer der Kieler Gelatomanufaktur auch Speiseeis in einzelnen Fachgeschäften. 2022 kündigte papperts an, dass geplant sei, ab 2024 der Stammsitz und die Produktionsstätte nach Eichenzell bei Fulda zu verlegen. Mit dem Bau des neuen „Backhauses“ solle eine moderne Bäckerei entstehen. Der Standort solle im Herbst 2024 bezogen werden.

## Produktion
Nach eigenen Angaben produziert papperts seine Backwaren nach überlieferten Rezepturen aus naturbelassenen Rohstoffen und setzt dabei noch auf echtes Handwerk. Das Unternehmen gibt an, für die Herstellung seiner Produkte vorrangig Zutaten von regionalen Zulieferern zu verwenden.

## Marken
„Pappert“ ist die Dachmarke für eine Produktpalette von fünf Einzelmarken:
| Marke                                | Konzept |
| ------------------------------------ | --- |
| „Pappert – Täglich frische Vielfalt“ | Klassisches Backwarenkonzept mit Brot, Brötchen, Gebäck, Kaffee, Snacks und mehr.                          |
| „Pappert – zu Tisch“                 | Warme Mittagsgerichte und Beilagen aus verschiedenen Modulen im Baukasten-Prinzip selbst zusammenstellbar. |
| „Pappert – Pizza & Pasta“            | Italienisches Gastronomiekonzept mit Pizza, Pasta und Salat.                                               |
| „Pappert – Giovanni L.“              | Gelato-Konzept mit verschiedenen Eissorten der Kieler Gelatomanufaktur Giovanni L.                         |
| „Zweittag“                           | Backwarenkonzept vom Vortag und Tests von neuen Produkten zum Vorzugspreis.                                |

## Nachhaltigkeit

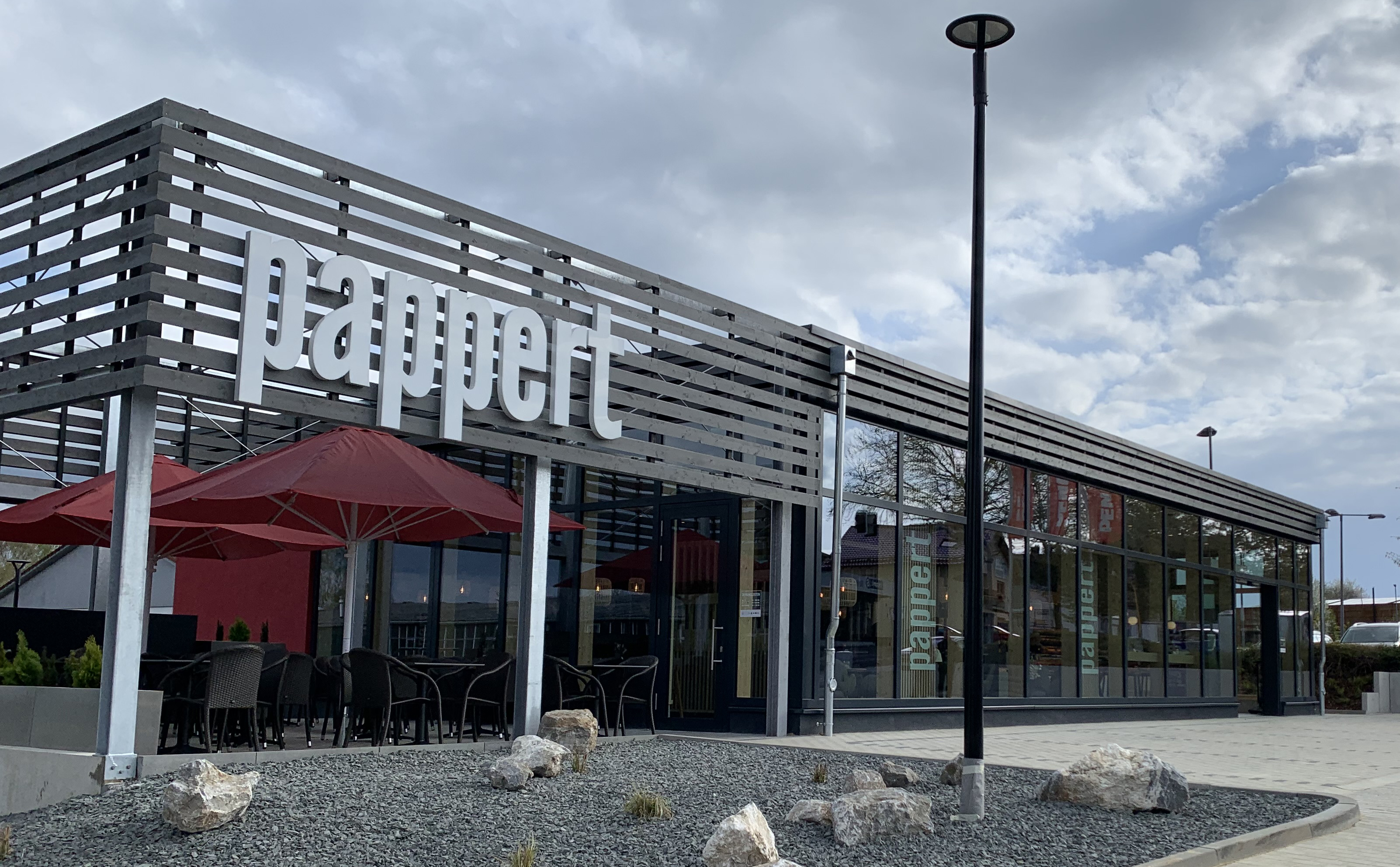
Ein Fachgeschäft der Bäckerei Pappert im osthessischen Alsfeld

papperts erklärte zum Ziel, den Ressourcenverbrauch in allen machbaren Unternehmensprozessen jederzeit optimieren und reduzieren zu wollen. Zu diesem Zweck entwickelte das Unternehmen mit der Marke „Zweittag“ ein nachhaltiges Konzept, um übrig gebliebene oder zu viel produzierte Backwaren vom Vortag zu einem niedrigeren Preis zu verkaufen. Aktuell betreibt die Bäckerei drei „Zweittag“-Standorte in Lauterbach, Fulda und Schweinfurt. Dem Ziel der Nachhaltigkeit soll auch der für 2024 geplante Einbau einer Bio-Reforming-Anlage in der neuen Backstube dienen, mit der aus nicht mehr verkaufs- und spendenfähigen Lebensmitteln zum Zwecke der Strom- und Wärmegewinnung Biogas produziert werden soll. Gemeinsam mit einer Photovoltaik-Anlage auf dem Dach sollen mindestens 50 Prozent des benötigten Energiebedarfs selbst erzeugt werden.
Im Jahr 2021 nahm das Unternehmen an einer „Recup“-Aktion der Stadt Fulda teil und führte zusammen mit anderen Unternehmen aus dem Fuldaer Gastronomiebereich ein Becherpfandsystem ein, um den Verpackungsmüll im „to go“-Geschäft zu reduzieren.

## Auszeichnungen
- 2014: Branchenpreis Marktkieker[13]
- 2014: Preisträger beim Großen Preis des Mittelstandes[14]
- 2016: Hessen-Champion (Kategorie „Jobmotor“)[15]
- 2019: Ehrenplakette 2019 für Preisträger der Vorjahre beim Großen Preis des Mittelstandes[16]
- 2023: 1. Platz als „Service-Champion“ in Deutschlands größtes Ranking zum erlebten Kundenservice[2]